# مسجد جامع شهرضا
مسجد جامع شهرضا مربوط به دوره سلجوقیان است و در شهرضا، مسجد جامع بازار، میدان تاسوعا، ورودی بازار واقع شده و این اثر در تاریخ ۳۰ تیر ۱۳۸۴ با شمارهٔ ثبت ۱۲۱۱۴ به‌عنوان یکی از آثار ملی ایران به ثبت رسیده است.